# Flechada de elfo

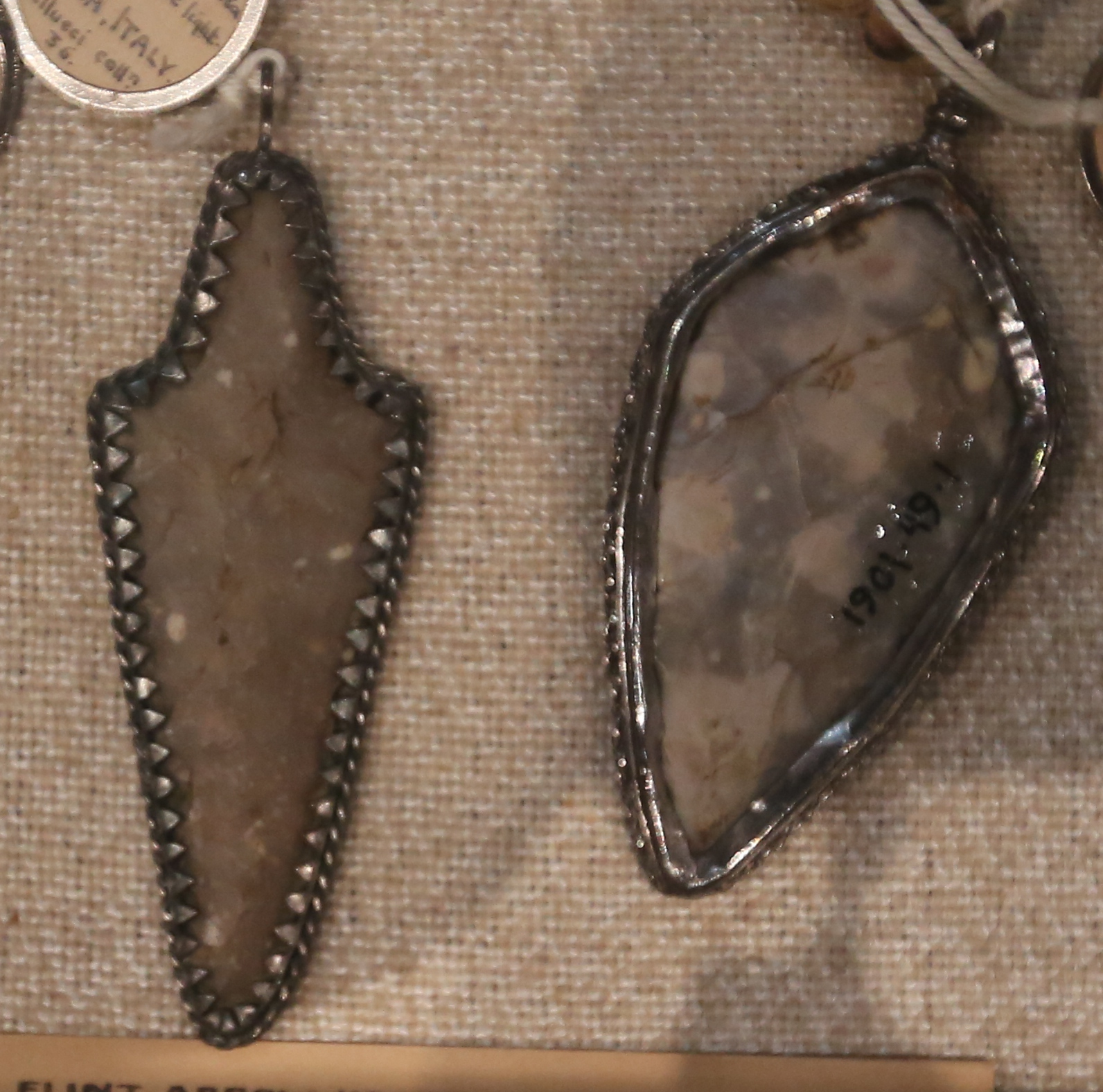
Flechas de elfo, associadas a pontas de flecha de sílex neolíticas, por vezes usadas como amuletos.

Flecha de elfo ou elfshot é uma condição médica descrita em textos médicos anglo-saxões, como o encantamento em anglo-saxão Wið færstice [en], atribuída a elfos que disparam flechas invisíveis contra pessoas ou animais (geralmente gado), causando dores agudas e localizadas em uma área específica do corpo. Diagnósticos modernos podem associar essa condição a reumatismo, artrite ou cãibra muscular.
O termo "flecha de elfo" é interpretado de diferentes formas dependendo do contexto. Pode se referir não apenas a doenças causadas por projéteis de elfos, mas também a práticas de bruxaria envolvendo projéteis, sem a presença de elfos ou fadas. Além disso, pode designar ponta de flechas [en] pré-históricas, acreditadas como instrumentos usados por fadas ou bruxas para causar danos ou como amuletos protetores. Assim, estudos sobre flechas de elfo são marcados por considerável confusão, com fontes aplicando definições divergentes e falhando em conectar esses significados.

## Origens e contexto
Antes que as causas de certas doenças fossem cientificamente comprovadas, elas eram frequentemente atribuídas a fenômenos sobrenaturais, muitas vezes vistos como ações malévolas de seres sobrenaturais. Argumenta-se que atribuir dores e sofrimentos às flechas ou ao "veneno voador" dos elfos era uma prática comum na Europa anglo-saxã e escandinava.
O encantamento em anglo-saxão Gif hors ofscoten sie, que significa "se um cavalo for atingido por elfo", refere-se a algum tipo de lesão interna, possivelmente uma alusão às flechas de elfo mágicas. No entanto, o termo aelfsogoða, que descreve a dor interna causada por icterícia ou distúrbios da bile, pode ser mais adequado. Há também registros históricos de acusações de bruxas disparando flechas de elfo. Segundo o testemunho da suposta bruxa escocesa Isobel Gowdie [en], essas flechas eram fornecidas pelo Diabo às bruxas, que as disparavam (com um movimento do polegar, em vez de um arco) em nome dele.
A crença em flechas de elfo persistiu na Escócia até o século XX, embora os elfos modernos pareçam ter concentrado seus ataques em animais.

## Práticas preventivas e curativas
Há evidências de que as flechas de elfo eram vistas tanto como causa quanto como cura para dores, com a possibilidade de encantamentos de flechas de elfo serem usados para exorcismo. Isso estava associado ao uso de pontas de flecha de sílex pré-históricas.
Práticas preventivas ou curativas incluíam visitar a igreja no primeiro domingo da temporada ou usar um amuleto feito de tanaceto, urtiga vermelha e transagem. Todas essas plantas possuem folhas com formato vagamente de lança, o que, pela Lei da Similaridade, pode ter sugerido seu uso como remédio para dores atribuídas às flechas de elfo.
Os anglo-saxões tinham diversos encantamentos e práticas preventivas para cavalos e gado atingidos por flechas de elfo. Para o gado, uma opção era dobrar uma agulha de costura em uma página arrancada de um livro de salmos e colocá-la no pelo do animal. Para cavalos, registraram-se curas como misturar sementes de doca, cera irlandesa e água benta, com um padre cantando doze missas sobre eles.

### Flechas de elfo e artefatos
Pontas de flecha de sílex do Neolítico e da Idade do Bronze eram coletadas e usadas em práticas de magia e medicina popular, sendo interpretadas como dardos de fadas, tanto como causa quanto como cura de certas doenças. O nome flechas de elfo deriva da crença folclórica de que essas flechas caíam do céu e eram usadas pelos elfos para matar gado e causar flechas de elfo em seres humanos.
As flechas de elfo eram por vezes usadas como amuletos, ocasionalmente engastadas em prata, como proteção contra bruxaria.